# Resolució 2403 del Consell de Seguretat de les Nacions Unides
La Resolució 2403 del Consell de Seguretat de les Nacions Unides fou adoptada per unanimitat el 28 de febrer de 2018. El Consell va prendre nota amb pesar de la renúncia del jutge del Tribunal Internacional de Justícia Hisashi Owada pel 7 de juny de 2018.
En virtut de l'article 14 de l'Estatut del Tribunal Internacional de Justícia, el Consell estableix que la data de renúncia del jutge entri en vigor el 22 de juny de 2018, coincident amb la reunió del Consell de Seguretat i amb la 72a trobada de l'Assemblea General de les Nacions Unides.